# Svenska Akademiens pris för framstående förtjänster inom svensk språkforskning och språkvård
Svenska Akademiens pris för framstående förtjänster inom svensk språkforskning och språkvård instiftades 1953. 
De senaste årens mottagare av priset har varit:
- 1991 Bo Bergman
- 2004 Barbro Ehrenberg-Sundin
- 2005 Viveka Adelswärd
- 2006 Kenneth Larsson
- 2007 Hans Waldenström
- 2008 Lillemor Santesson
- 2009 Björn Melander
- 2010 Birgitta Lindgren
- 2011 Börje Westlund
- 2012 Eva Brylla
- 2013 Anna-Lena Bucher
- 2014 Jan Anward
- 2015 Claes Garlén[1]
- 2016 Stefan Lundin[2]
- 2017 Eivor Sommardahl[3]
- 2018 Lisa Holm[4]
- 2019 Mikael Parkvall[5]
- 2022 Inger Lindberg[6]
- 2024 Per Holmberg & Caroline Liberg